# Tinajita de Crucitas
Tinajita de Crucitas är en ort i Mexiko.   Den ligger i kommunen Irapuato och delstaten Guanajuato, i den centrala delen av landet, 270 km nordväst om huvudstaden Mexico City. Tinajita de Crucitas ligger 1 706 meter över havet och antalet invånare är 237.
Terrängen runt Tinajita de Crucitas är huvudsakligen platt, men söderut är den kuperad. Runt Tinajita de Crucitas är det ganska tätbefolkat, med 166 invånare per kvadratkilometer. Närmaste större samhälle är Irapuato, 18,1 km norr om Tinajita de Crucitas. Trakten runt Tinajita de Crucitas består till största delen av jordbruksmark.